# Charlie Conacher Humanitarian Award
Der Charlie Conacher Humanitarian Award (auch Charlie Conacher Memorial Trophy) war eine Eishockey-Trophäe in der National Hockey League. Sie wurde zwischen 1968 und 1984 jährlich an einen NHL-Spieler verliehen, der sich im Laufe seiner Karriere durch besonderes soziales oder gesellschaftliches Engagement hervorgetan hatte. Die Auszeichnung wurde nach Charlie Conacher benannt, der 1967 an Speiseröhrenkrebs gestorben war. Die Preisverleihung fand nicht im Rahmen der NHL Awards statt, sondern wurde von einem jährlichen Benefizessen begleitet, bei dem bis 1984 über 2 Millionen US-Dollar für den Charlie Conacher Research Fund for Cancer gesammelt wurden.
Der Charlie Conacher Humanitarian Award wurde von der King Clancy Memorial Trophy abgelöst, die seit 1988 nach ähnlichen Kriterien von der NHL vergeben wird.

## Preisträger
| Jahr | Spieler                          | Team                                |
| ---- | -------------------------------- | ----------------------------------- |
| 1984 | Jim Peplinski                    | Calgary Flames                      |
| 1983 | Brad Park                        | Boston Bruins                       |
| 1982 | Börje Salming                    | Toronto Maple Leafs                 |
| 1981 | Ed Kea                           | St. Louis Blues                     |
| 1980 | Wayne Gretzky                    | Edmonton Oilers                     |
| 1979 | Ed Staniowski                    | St. Louis Blues                     |
| 1978 | Bryan Watson                     | Washington Capitals                 |
| 1977 | Jim Lorentz                      | Buffalo Sabres                      |
| 1976 | Johnny Bucyk                     | Boston Bruins                       |
| 1975 | Ted Irvine                       | New York Rangers                    |
| 1974 | Ed Westfall                      | New York Islanders                  |
| 1973 | Jimmy Peters junior Gary Bergman | Los Angeles Kings Detroit Red Wings |
| 1972 | Orland Kurtenbach                | Vancouver Canucks                   |
| 1971 | Jean Béliveau Bobby Orr          | Montreal Canadiens Boston Bruins    |
| 1970 | Bobby Baun                       | Detroit Red Wings                   |
| 1969 | Chief Armstrong                  | Toronto Maple Leafs                 |